# Franciszków (powiat pabianicki)
Franciszków – wieś w Polsce położona w województwie łódzkim, w powiecie pabianickim, w gminie Lutomiersk.
| SIMC    | Nazwa | Rodzaj    |
| ------- | ----- | --------- |
| 0705781 | Łężce | część wsi |

W latach 1975–1998 miejscowość należała administracyjnie do województwa sieradzkiego.
W 2002 r. do wsi Franciszków włączono sąsiednią wieś - Łężce.